# Janine Tischer
Janine Tischer (ur. 19 maja 1984 w Meiningen) – niemiecka bobsleistka, trzykrotna medalistka mistrzostw świata.

## Kariera
Pierwszy sukces w karierze Janine Tischer osiągnęła w 2007 roku, kiedy wspólnie z Cathleen Martini wywalczyła srebrny medal w dwójkach podczas mistrzostw świata w Sankt Moritz. Wynik ten powtórzyły na mistrzostwach świata w Altenbergu w 2008 roku, a na rozgrywanych rok później mistrzostwach świata w Lake Placid zajęły trzecie miejsce. W 2010 roku wystartowała na igrzyskach olimpijskich w Vancouver, zajmując siódmą pozycję. Wielokrotnie stawała na podium w zawodach Pucharu Świata, w tym osiem razy zwyciężała.